# Робертсон, Джимми
Джи́мми Ро́бертсон (англ. Jimmy Robertson; род. 3 мая 1986) — английский профессиональный игрок в снукер.
В декабре 2021 года на турнире Scottish Open Робертсон установил рекорд по очкам в одном фрейме: набрав 178 очков, он превысил достижение Доминика Дейла 1999 года.

## Карьера
Впервые попал в мэйн-тур в 2002 году, став самым молодым игроком тура в сезоне 2002/03. Затем, после неудачного сезона вернулся к любительской карьере и снова появился в мэйн-туре лишь в сезоне 2007/08 (перед этим заняв первое место на турнире EASB Pro-Ticket Tour Rankings). Но второй сезон у Робертсона также не получился, и, выбыв из тура после окончания сезона, он возвратился в 2009 году после победы на чемпионате Англии среди любителей.

### Сезон 2009/2010
В сезоне 2009/10 Робертсон вышел в 1/32 финала на Шанхай Мастерс и в 1/48 на чемпионате Великобритании. На главном турнире сезона — чемпионате мира — он дошёл до второго раунда квалификации.

### Сезон 2010/2011
В марте 2011 года Джимми добился наивысшего результата в карьере — победив Сяо Годуна, Тони Драго и Кена Доэрти, он пробился в основную сетку чемпионата мира-2011. Но в 1/16 финала Робертсон проиграл Марку Селби, 1:10. По итогам этого сезона Робертсон стал 53-м в официальном рейтинге.
Недавно Джимми стал владельцем снукерного клуба «O’Sullivan’s Snooker Club» в Бексхилле. Там он тренируется и проводит спарринги — в частности, с Марком Дэвисом.

### Сезон 2018/2019
Начало сезона было для Джимми неудачным, в Риге и на турнире World Open он проиграл уже в 1/64 финала, на низкорейтинговом Paul Hunter Classic выиграл лишь два матча, завершив выступление в 1/8 финала (0:4 в матче с Джеком Лисовски), а после этого уступил второй за сезон в первом круге чемпионата Китая Чану Бингуи. Однако в октябре 2018 года он добился победы на European Masters, последовательно обыграв Энди Ли, Цзяна Юня, Цзю Юлуна, Энтони МакГилла, Марка Аллена, Марка Кинга, а в финале Джо Перри со счётом 9:6. Это победа стала первой за его четырнадцатилетнюю профессиональную карьеру. Кроме того в 2018 году Джимми совершил большой прорыв в карьере. Ранее на German Masters 2018 он впервые вышел в четвертьфинал профессионального турнира (где проиграл будущему победителю Марку Уильямсу), а на European Masters выиграл турнир впервые выйдя в полуфинал и финал профессионального турнира.